# Antiblemma lothos
Antiblemma lothos är en fjärilsart som beskrevs av Pieter Cramer 1777. Antiblemma lothos ingår i släktet Antiblemma och familjen nattflyn. Inga underarter finns listade i Catalogue of Life.

## Bildgalleri

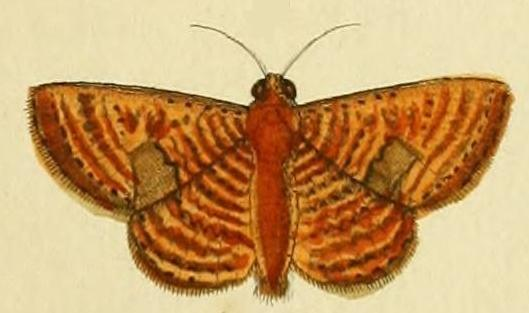
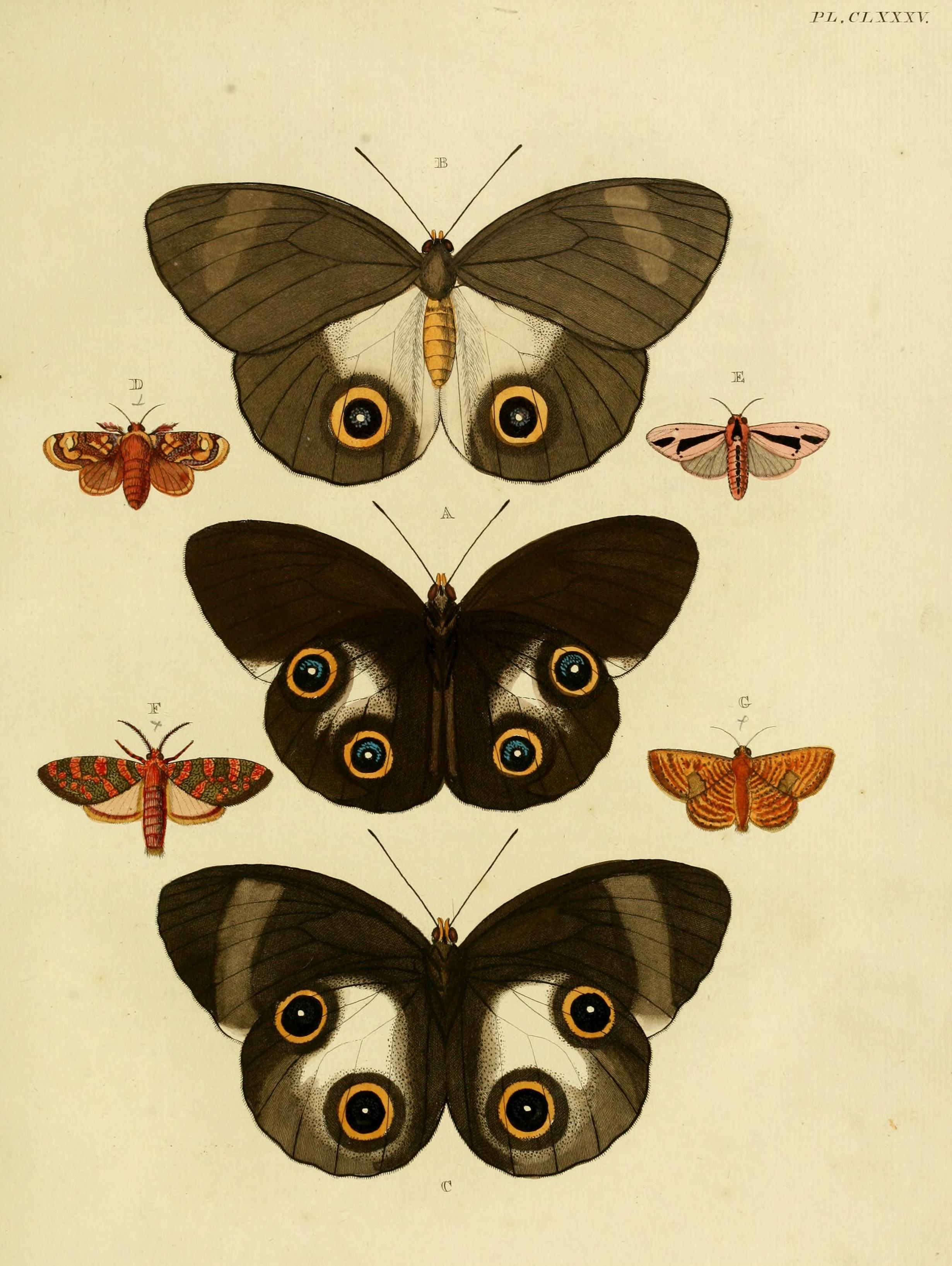